# Gilles Luneau
Pour les articles homonymes, voir Luneau (homonymie).
Gilles Luneau est un écrivain, journaliste et réalisateur français, né le 7 septembre 1950.

## Biographie
Grand reporter, il a travaillé avec la plupart des grands titres de la presse écrite française. Il a  été un des cofondateurs de l'Agence de presse Libération. Membre fondateur de l'écomusée de Saint-Nazaire (construction navale, pêche, développement portuaire) dont il a dirigé la communication de 1982 à 1985. Il fut un collaborateur régulier du Nouvel Observateur pendant plus de vingt ans, pour le service politique étrangère, et de Challenges. Puis, on retrouve régulièrement sa signature dans Géo et VSD jusqu'en 2012. Outre sa connaissance de l'Amérique latine, de l'Asie Mineure et centrale (notamment des mondes perse et chiite), il est spécialiste de la globalisation des échanges et des questions agro-alimentaires, des relations homme-nature, ville-campagne. Il  a cofondé Campagnes TV (2012) et en a été  conseiller des programmes jusqu'en 2015. Il est l'auteur et coauteur de nombreux ouvrages (essais, enquêtes, biographie, roman, beaux livres) et auteur de documentaires pour Arte, France 2, France 3, France 5, France Ô, Public Sénat. Il a enseigné pendant dix ans le journalisme à l'IUT de Tours. Aujourd'hui, il est formateur à l'ESJ-médias de Lille. Il a collaboré avec José Bové pour écrire notamment Le Monde n’est pas une marchandise ; des paysans contre la malbouffe et Pour la désobéissance civique. Il est aussi depuis novembre 2011 rédacteur en chef de Global magazine.

## Filmographie

### Cinéma
- 1982 : Film documentaire sur la prison de Brest
- 1994 : À chacun son cirque
- 1994 : Les paysans français sont-ils des emmerdeurs ?
- 2001 : Chronique d’un printemps paysan - d'Arras à Millau, le tour de France de José Bové et François Dufour
- 2002 :L'Europe sème à l'Est
- 2008 : La disparition des abeilles, la fin d’un mystère
- 2009 : Un pays sous la mer
- 2014 : Laisser cerf
- 2015 : L’Urgence climatique
- 2018 : Éloge de la haie
- 2024 : Une affaire de principe

### Télévision
- 2013 : Parmi les Hommes
- 2020: Manger est un acte agricole